# Material club 2
『material club Ⅱ』は、2024年10月30日にリリースされた、ロックバンド・material clubの2枚目のアルバム。

## 概要
- ロックバンド"Base Ball Bear"のボーカル・ギターである小出祐介主宰の同名プロジェクト、マテリアルクラブが2024年の活動再開をもってmaterial clubへ改名。この名称変更と共に同プロジェクトはバンドへ移行。バンド・material clubとしてリリースされる初のアルバム。
- 前作をリリースしたQ2 RECORDSからBase Ball Bearの所属レーベルでもあるDGP RECORDSへ移籍。同レーベルへの移籍後初の作品でもある。
- 前作に続きセルフタイトルのアルバム。

## 収録曲
1. Beautiful Lemonade
作詞:小出祐介 作曲:小出祐介／accobin
制作No.1
2. 水のロック
作詞作曲:小出祐介
制作No.6
メンバー全員で歌唱している。
3. Twilight Dance
作詞:accobin／小出祐介 作曲:小出祐介
制作No.2
小出曰く"フェスの深夜のステージで歌いたくて作った曲"。
4. まだ全然好き
作詞:小出祐介／accobin 作曲:小出祐介
制作No.5
material club用の曲として以前から制作されていた曲。
5. Naigorithm
作詞:小出祐介 作曲:成田ハネダ／小出祐介
制作No.7
「ナイゴリズム」と読む。
6. Curtain part.2
作詞:小出祐介 作曲:キダモティフォ／小出祐介
制作No.9
一発録りで録音された。
7. 恋の綾
作詞作曲:小出祐介
2024年10月23日より先行配信された。
制作No.4
8. Altitude
作詞:小出祐介 作曲:小出祐介／accobin／YUNA
制作No.8
「アルティデュード」と読む。
マテリアルクラブ、material club通して最長となる曲(約10分)。